# ジェームズ・キング (第4代キングストン男爵)
第4代キングストン男爵ジェームズ・キング（英語: James King, 4th Baron Kingston PC (Ire)、1693年 – 1761年12月26日）は、アイルランド王国の貴族、フリーメイソン。

## 生涯
第3代キングストン男爵ジョン・キングとマーガレット・オカハン（Margaret O'Cahan、1662年頃 – 1721年4月29日、フローレンス・オカハンの娘）の息子として、1693年にフランスで生まれた。1708年1月8日、イギリスへの帰化を求める請願を姉妹ソフィアとともに出した。
1728年2月15日に父が死去すると、キングストン男爵の爵位を継承、5月6日にアイルランド貴族院議員に就任、1729年4月24日にアイルランド枢密院の枢密顧問官に任命された。
フリーメイソンとして1728年から1730年までイングランド首位グランドロッジのグランドマスターを、1729年、1731年、1735年、1745年から1746年の4度にわたってアイルランド・グランドロッジのグランドマスターを務めた。
1761年12月26日、マーター・ワーシーにある自宅で死去、ミッチェルズタウンで埋葬された。息子に先立たれ、爵位は廃絶した。遺産は娘マーガレットが継承した。

## 家族
エリザベス・ミード（Elizabeth Meade、1750年10月6日没、初代準男爵サー・ジョン・ミードの娘）と結婚した。
- ウィリアム（1755年12月7日没） - 1754年10月11日、サミュエル・バーローズ（Samuel Burroughs）の娘と結婚、子供なし
- マーガレット（1763年1月29日没） - リチャード・フィッツジェラルド（英語版）と結婚、娘キャロラインをもうけた。キャロラインは第2代キングストン伯爵ロバート・キングと結婚した

1751年7月、イザベラ・オーグル（Isabella Ogle、1761年12月9日没、ナサニエル・オーグルの娘）と再婚した。